# 王耀南 (少将)
王耀南（1911年—1984年），江西上栗人，中国人民解放军开国少将，中国近现代军队历史上最擅长使用爆破和坑道作战的将领。

## 生平

### 出生
他出身于萍乡上栗一个鞭炮世家，幼年随父在安源煤矿当爆破工。1922年参加安源儿童团，是中国少先队创始人之一。

### 参与革命
1927年参加秋收起义，随毛泽东上井冈山开辟革命根据地。他终身与炸药为伍，1930年6月他创建红军工兵连；他创造了地雷战、地道战、坑道战战术，对破击战战术作出创造性贡献。他参加和指挥的战役战斗300余次，是红军唯一获得两个荣誉称号（红星奖章和红旗奖章获得者）的人，7次获得全军通令嘉奖，5次负重伤。1955年获少将军衔，被授予二级八一勋章、一级独立勋章、一级解放勋章，曾任解放军工程兵副司令员等职。1962年和1965年他根据抗日战争具体战例组织作家和艺术家，作为军事顾问和军事指导领导拍摄了军事教育影片《地雷战》和《地道战》。

## 影响
1983年他撰写的回忆录《坎坷的路》出版。2006年以王耀南为原型的故事影片《安源儿童团》在全国放映。2007年萍乡市政府将萍乡市安源区影视城和中国少年儿童运动纪念馆中心广场命名为耀南广场。